# María Luisa Alcalá
María Luisa Alcalá (ur. 26 marca 1943 w Meksyku, zm. 21 lutego 2016 tamże) – meksykańska aktorka.
Zmarła w wieku 72 lat. 

## Wybrana filmografia
- 1948: Los tres huastecos
- 1969: El golfo
- 1974
  - El Chapulín Colorado (serial TV) jako kobieta III
  - El Chavo del Ocho (serial TV) jako Malicha
- 1976
  - El rey jako Anastasia
  - La palomilla al rescate jako Hermana de Pedro
- 1981: ¡¡Cachún cachún ra ra!! (serial TV) jako Mamá de Chicho
- 1984: Historia de payasos
- 1986
  - Ese loco, loco hospital
  - La Alacrana
  - La lechería
  - Casos de alarma jako handlarka ryb
- 1987
  - Relampago jako Fufurra
  - Duro y parejo en la casita de pecado
  - Cándido Pérez, Dr. (2 odcinki serialu TV) jako Claudia
- 1988
  - Los plomeros y las ficheras jako Ma. Luisa Alcalá
  - Un paso al más aca jako Lupe
- 1989
  - Violación jako Augustina
  - Los cuatrillizos
  - Peligro paradas continuas
  - Barroco
  - Las borrachas
- 1990
  - El inocente y las pecadoras
  - Investigador privado... muy privado
- 1991: Cándido Pérez, especialista en señoras jako Claudia
- 1992
  - Cándido de día, Pérez de noche jako Claudia
  - Borrachas de pulqueria jako dziewczyna lekkich obyczajów
- 1993: La loteria jako bogata kobieta
- 1994: A ritmo de salsa
- 1997: Esmeralda jako Doña Socorro "Socorrito"
- 1998: Cristina jako Remedios López de Ramos
- 1998: Paulina jako Filomena Tamayo